# Festival des nomades
 (avril 2024).
Le Festival des nomades est un festival organisé depuis 2004 par la ville de M'Hamid El Ghizlane, située au sud-est du Maroc. Cet évènement est organisé par l'Association « Nomades du Monde ». Le festival incarne la culture ancienne des nomades et leur héritage profondément enraciné. Il vise également à promouvoir le dialogue entre les cultures et à préserver le patrimoine menacé d'extinction des ancêtres dans le sud-est, ainsi que la ravivement de leurs traditions et coutumes,.

## Célébrations et programmes du festival
Cette tradition annuelle est considérée comme l'occasion de faire découvrir la culture nomade en plongeon dans les coutumes et traditions et  de la population du sud-est marocain en organisant plusieurs célébrations et ateliers à citer  les compétitions traditionnelles de hockey sur sable connues localement sous le nom de « Mekshah », les courses de chameaux appelées « Laz », en plus des scènes de musique spirituelle gnaoua, ainsi qu'un concours de préparation du pain de sable appelé localement « Mulla », en plus d'une démonstration de montage de tentes traditionnelles pour les nomades. Ce festival se distingue par le choix d'un nouveau thème à chaque session.
L'édition de 2023 avait pour objectif d'introduire une composante authentique de la culture nomade qui est le conte où un groupe de conteurs raconte des histoires qui plongent profondément dans la vie des nomades et leurs traditions dans ces zones désertiques. La session de l'année en cours (2024) a mis en lumière le soufisme en révélant les dimensions spirituelles et artistiques de cette ancienne tradition . Le groupe "Tribus du Drâa», et les «Esprit de Dervish "Et le danseur soufi "Mimou Sabour», et le chanteur Mohsen Al-Zakaf, en plus de l'artiste français «Anna Graham» Et Al-Maddah Al-Hassani Muhammad Baia accompagné du groupe Al-Salam  louange,,. 